# Raymond Queneau

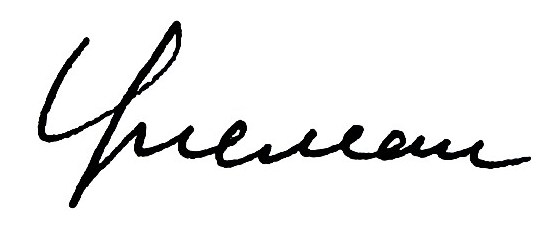
Handtekening van Raymond Queneau

Raymond Queneau (Le Havre, 21 februari 1903 – 25 oktober 1976) was een Frans schrijver, dichter, dramaturg en wiskundige. Hij is vooral bekend als auteur van Zazie dans le métro en als de mede-oprichter van het Oulipo, maar zijn oeuvre is veel groter dan dat.

## Leven
Raymond Queneau studeerde filosofie in Le Havre, en in Parijs aan de Sorbonne. Hij werd lid van de surrealistische beweging in 1924. In 1929 brak hij met die beweging en vooral met de leider André Breton persoonlijk, met wiens voormalige schoonzuster Janine Kahn hij in 1928 getrouwd was. De affiniteit van veel surrealisten met het communisme speelde daarbij een rol. Hij wierp zich op de studie van "literaire dwaasheden", en werkte aan een Encyclopedie van inexacte wetenschappen (die door de uitgevers geweigerd werd, maar waarvan hij delen zou gebruiken in de roman Les Enfants du Limon, gepubliceerd in 1938).
Tijdens een reis naar Griekenland in 1932 zette hij zich aan het denken over de verschillen tussen gesproken en geschreven taal, dat zeer groot is in het Nieuwgrieks, maar ook aanzienlijk in het Frans. Hij schreef zijn gedachten neer in artikelen over het "Nieuwfrans", en gebruikte ze daarin en in zijn romans, zoals het fameuze "doukipudonktan" waarmee Zazie opent. Ook schreef hij daar zijn eerste roman, Le Chiendent, die in 1933 uitkwam; hij kreeg daarvoor als eerste de Prix des Deux Magots. Andere boeken volgden, romans en gedichtenbundels, die bij hun eerste uitgave geen publiek succes hadden.
Hij leefde van de journalistiek en tijdelijke klusjes, en vanaf 1938 van werk voor uitgeverij Gallimard (onder andere als lector en vertaler Engels en directeur van de Encyclopédie de la Pléiade). Ook begon hij aan een persoonlijke psychoanalyse.
In 1947 werden zijn beroemde Exercices de style (Stijloefeningen) gepubliceerd. Dit was tevens het begin van zijn eerste publicaties onder het pseudoniem Sally Mara.
Hij schreef de teksten voor muzikale komedies en de dialogen van diverse films (waaronder Monsieur Ripois van René Clément).
In 1950 werd hij lid van het Collège de ’Pataphysique, als satraap, en werd in 1951 verkozen tot de Académie Goncourt.
In 1959 kwam Zazie dans le Métro uit, een roman die Queneau eindelijk bekend maakte bij het grote publiek. Louis Malle maakte er een jaar later een film van.
Als liefhebber van de wetenschap (hij werd lid van de Société mathématique de France in 1948) zorgde Raymond Queneau er altijd voor dat hij wiskundige regels toepaste bij de opbouw van zijn werken. Ter gelegenheid van een lezing (Décade de Cerisy) richtte hij in 1960 met François Le Lionnais een literaire en wetenschappelijke onderzoeksgroep op die het Oulipo zou worden (Ouvroir de Littérature Potentielle, werkplaats voor potentiële literatuur) en zou leiden tot het ontstaan van verscheidene andere Ou-X-Po's: Oupeinpo, Outrapo, Oubapo, enzovoorts.
Tot zijn belangrijkste werken rekent men Le Chiendent, Les Enfants du Limon, Un Rude Hiver, Pierrot mon ami, Loin de Rueil, Exercices de style, de bundel Si tu t'imagines, Le Dimanche de la vie, Zazie dans le métro, Cent Mille Milliards de Poèmes, Les Fleurs bleues en de Complete werken van Sally Mara. De publicatie van de complete werken van Queneau zelf begon in 1989 in de Bibliothèque de la Pléiade.

## Werken

### Romans
- Le Chiendent (1933), vertaald door Jan Pieter van der Sterre als Hondsgras, of Het gelazer
- Gueule de pierre (1934)
- Les Derniers Jours (1936)
- Odile (1937), vertaald door Karina van Santen en Martine Vosmaer als Odile
- Les Enfants du Limon (1938)
- Un rude hiver (1939), vertaald door Hanneke Los als Een barre winter
- Les Temps mêlés (Gueule de pierre II) (1941)
- Pierrot mon ami (1942), vertaald door Jan Pieter van der Sterre als Pierrot
- Loin de Rueil (1944), vertaald door Jan Pieter van der Sterre als De droomheld
- On est toujours trop bon avec les femmes (1947), vertaald door Joyce & Co. als We zijn altijd te aardig voor vrouwen
- Saint-Glinglin (1948)
- Le Journal intime de Sally Mara (1950), vertaald door Jan Pieter van der Sterre als Dagboek van Sally
- Le Dimanche de la vie (1952), vertaald door Jan Pieter van der Sterre als De zondag des levens
- Zazie dans le Métro (1959), vertaald door Jenny Tuin als Zazie in de metro
- Les Fleurs bleues (1965), vertaald door Jan Pieter van der Sterre als De blauwe bloemen
- Le Vol d'Icare (1968), vertaald door Nathalie Tabury als De vlucht van Icarus (2024)

### Poëzie
- Chêne et chien (1937)
- Les Ziaux (1943)
- L'instant fatal (1948)
- Petite cosmogonie portative (1950)
- Cent Mille Milliards de Poèmes (1961)
- Le Chien à la mandoline (1965)
- Courir les rues  (1967)
- Battre la campagne (1968)
- Fendre les flots (1969)
- Morale élémentaire (1975)

### Essays en artikelen
- Bâtons, chiffres et lettres (1950)
- Pour une Bibliothèque Idéale (1956)
- Entretiens avec Georges Charbonnier (1962)
- Bords (1963)
- Une Histoire modèle (1966)
- Le Voyage en Grèce (1973)
- Traité des vertus démocratiques (1993)

### Overige
- Exercices de style (1947), vertaald als Stijloefeningen door Rudy Kousbroek, 1978
- Contes et propos (1981)
- Journal 1939-1940 (1986)
- Journaux 1914-1965 (1996)
- Lettres croisées 1949–1976, André Blavier, Raymond Queneau, correspondance présentée et annotée par Jean-Marie Klinkenberg (1988)

### Bloemlezingen
- Contes et propos (1981), kort proza, waarvan de vroegste teksten dateren van 1922
- (nl) 18 Sonnetten (1994), achttien sonnetten vertaald door Martin de Haan
- (nl) Mijn moeder zong (1999), door Jan Pieter van der Sterre vertaalde selectie uit Queneaus autobiografische proza